# Bircza (gromada)
Bircza – dawna gromada, czyli najmniejsza jednostka podziału terytorialnego Polskiej Rzeczypospolitej Ludowej w latach 1954–1972.
Gromady, z gromadzkimi radami narodowymi (GRN) jako organami władzy najniższego stopnia na wsi, funkcjonowały od reformy reorganizującej administrację wiejską przeprowadzonej jesienią 1954 do momentu ich zniesienia z dniem 1 stycznia 1973, tym samym wypierając organizację gminną w latach 1954–1972.
Gromadę Bircza z siedzibą GRN w Birczy utworzono – jako jedną z 8759 gromad na obszarze Polski – w powiecie przemyskim w woj. rzeszowskim na mocy uchwały nr 30/54 WRN w Rzeszowie z dnia 5 października 1954. W skład jednostki weszły obszary dotychczasowych gromad Bircza, Bircza Stara, Nowa Wieś, Rudawka, Łodzinka Górna, Wola Korzeniecka, Korzeniec, Boguszówka, Krajna i Łomna ze zniesionej gminy Bircza w tymże powiecie. Dla gromady ustalono 24 członków gromadzkiej rady narodowej.
W 1971 roku gromada Bircza liczyła 3003 mieszkańców, zamieszkujących miejscowości: Bircza (1101), Boguszówka, (130), Korzeniec (637), Krajna (0), Łodzinka Górna (122), Łomna (0), Nowa Wieś (144), Rudawka (228), Stara Bircza (350) i Wola Korzeniecka (291).
Gromada przetrwała do końca 1972 roku, czyli do kolejnej reformy gminnej. 1 stycznia 1973 w powiecie przemyskim reaktywowano gminę Bircza.